# Roetkopwinterkoning
De roetkopwinterkoning (Pheugopedius spadix; synoniem: Thryothorus spadix) is een zangvogel uit de familie Troglodytidae (winterkoningen).

## Verspreiding en leefgebied
Deze soort komt voor in oostelijk Panama en westelijk Colombia.